# Hispano Aviación HA-1112
Die Hispano Aviación HA-1112 war eine spanische Weiterentwicklung der Messerschmitt Bf 109 G-2 durch den Flugzeugbauer Hispano Aviación.

## Geschichte und Konstruktion
Die gesamte spanische (Rüstungs-)Industrie war nach dem Bürgerkrieg geschwächt und nicht in der Lage, mit dem technologischen Fortschritt anderer europäischer Staaten Schritt zu halten. Grund dafür war nicht nur die schlechte Infrastruktur, sondern auch die Tatsache, dass nach dem Ausbruch des Zweiten Weltkrieges überschüssige Rüstungsgüter anderer Staaten billig zu erwerben waren.
Eine erfolgreiche Firma war aber La Hispano-Suiza, die nicht nur Luxusautomobile herstellte, sondern auch militärische Lastwagen und Flugmotoren. Nachdem Deutschland aufgrund der gespannten Kriegssituation nicht mehr in der Lage war, Spanien mit Rüstungsgütern zu versorgen oder technische Hilfe zu leisten, wurde eine Sparte der Firma, Hispano Aviación S.A., im Jahr 1943 damit beauftragt, 200 Jagdflugzeuge des Typs Messerschmitt Bf 109 G-2 in Lizenz zu bauen.
Ein Problem blieb die Motorisierung, da keine deutschen DB-605-Motoren mehr zur Verfügung standen. Aus diesem Grund entwickelte die Firma zwei Versionen dieses Flugzeugs, die sich durch die Motorisierung unterschieden. Für die ersten Versionen verwendete man den kurz vor dem Kriegsbeginn in Frankreich entworfenen Motor Hispano-Suiza 12Z, mit dem die elegante Linienführung (Bild) des Originals beibehalten wurde. Die Bewaffnung wurde ebenfalls überarbeitet und bestand nun aus Maschinenkanonen und Raketen. Bei den späteren Baulosen fiel die Wahl auf den Rolls-Royce-Merlin-500-45-Motor, der für Bomber konzipiert war und zehn Jahre nach dem Kriegsende aus England als Surplusware billig zur Verfügung stand. Aus der Kopplung zwischen diesem Motor mit seinem massivem, ohne Rücksicht auf Stromlinie ausgelegten Kühler im Verbund mit der grazilen Zelle der Bf 109 G-2 entstand die Version HA-1112 M1L. Der Rumpf und die Nase mussten überarbeitet werden, damit der größere Motor Platz fand, was dem unförmigen Gebilde sein charakteristisches Aussehen verlieh und aus dem der spanische Spitzname „Buchón“ hervorging (deutsch: Taube mit großem Kropf).
Die Modifikationen an Motorisierung, Bewaffnung, Rumpf und Zelle nahmen viel Zeit in Anspruch, sodass der Erstflug der HA-1112 M1L erst im Jahr 1954 stattfand. Die Indienststellung fand im Jahr 1956 statt. Insgesamt wurden 172 Maschinen in den Dienst der Spanischen Luftwaffe (Ejército del Aire) gestellt und sie flogen bis 1965. 25 davon stammten aus deutschen Zellen (ohne Leitwerk), der Rest wurde neu gebaut.
Die letzten Maschinen der späten 1950er-Jahre mit Merlin-Motoren waren nach der Ausmusterung noch flugfähig und wurden mit deutschen Hoheitszeichen des Dritten Reiches in verschiedenen englischen und US-amerikanischen Filmen (u. a. Luftschlacht um England, 1969) eingesetzt. Nachdem man Daimler-Benz-Motoren aus schwedischer Fertigung lokalisiert hatte, wurden und werden diese nach und nach zu Repliken der Messerschmitt Bf 109 G umgebaut.

## Versionen

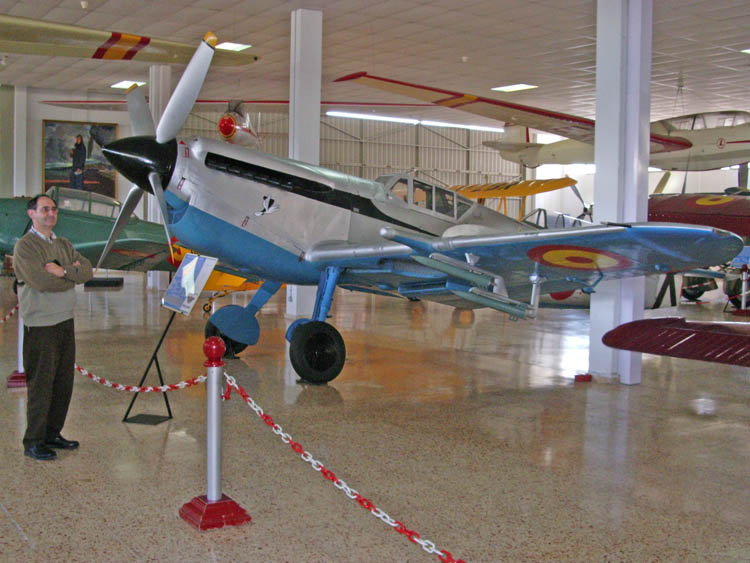
HA 1112 M1L Buchón

- HA-1109-J1L – umgerüstete Bf 109 G-2 mit Hispano-Suiza-12Z-89-Motoren (statt Daimler-Benz DB 605A) und Escher-Wyss-Propeller
- HA-1109-K1L – Tripala, neu gebaute Maschinen mit dem Hispano-Suiza-Motor, de Havilland-Hydromatic-Propeller, 80-mm-Raketen und 12,7-mm-Breda-Maschinengewehren. Serienmaschinen erhielten die Bezeichnung HA-1112-K1L, 65 Maschinen gebaut.
- HA-1109-M1L – umgebaute HA-1109K1L mit Merlin-Motor; nur eine Maschine dieser Version wurde gebaut
- HA -1110-K1L – zweisitzige Schulmaschine mit Hispano-Motor; nur eine Maschine dieser Version wurde gebaut
- HA-1110-M1L – zweisitzige Schulmaschine mit Merlin-Motor; nur Projekt
- HA-1111-K1L – zweisitzige Schulmaschine mit Hispano-Motor und Flügelendtanks; nur Projekt
- HA-1112-M1L – Buchón, die endgültige Version mit Merlin-Motor und Hispano-Maschinenkanonen
- HA-1112-M4L – zweisitzige Schulmaschine mit Merlin-Motor

## Militärische Nutzer
- Spanien
  - Ejército del Aire

## Technische Daten
| Kenngröße             | Daten                                                                                                |
| --------------------- | --- |
| Typ                   | Jagdeinsitzer mit Zweitrolle als Jagdbomber                                                          |
| Bezeichnung           | HA-1112 M1L (Hersteller) und C.4K (Ejército del Aire)                                                |
| Länge                 | 9,00 m                                                                                               |
| Spannweite            | 9,92 m                                                                                               |
| Höhe                  | 2,60 m                                                                                               |
| Flügelfläche          | 16,00 m²                                                                                             |
| Flügelstreckung       | 6,15                                                                                                 |
| Leermasse             | 2666 kg                                                                                              |
| max. Startmasse       | 3180 kg                                                                                              |
| Triebwerk             | ein 12-Zylinder-V-Motor Rolls-Royce Merlin 500/45 mit Vierblatt-Metalluftschraube Rotol R 116/4F5/12 |
| Leistung              | 1.610 PS (1.184 kW)                                                                                  |
| Kraftstoffvorrat      | 400 l                                                                                                |
| Höchstgeschwindigkeit | 665 km/h in 4.000 m Höhe                                                                             |
| beste Steigleistung   | 12 m/s in 2.980 m Höhe                                                                               |
| Dienstgipfelhöhe      | 10.200 m                                                                                             |
| Reichweite            | 765 km                                                                                               |
| Flugzeit              | 1:30 h                                                                                               |
| Bewaffnung            | zwei 20-mm-Maschinenkanonen Hispano-Suiza HS.404/808 acht 80-mm-Oerlikon-Raketen                     |

## Quelle
- Übersetzung aus den Einträgen WIKIPEDIA EN und ES